# Bas Paauwe

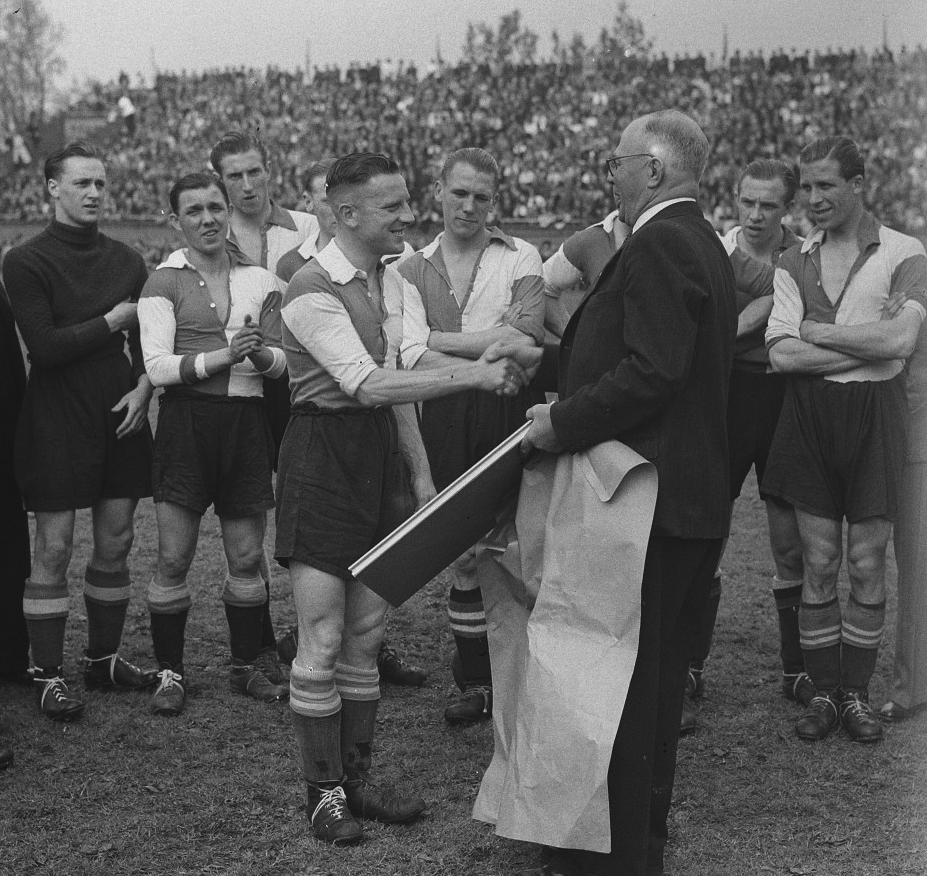
Bas Paauwe (vorne links) vor seinem letzten Spiel für Feijenoord am 11. Mai 1947

Bastiaan Jacob „Bas“ Paauwe (* 4. Oktober 1911 in Rotterdam, Niederlande; † 27. Februar 1989) war ein niederländischer Fußballspieler und -trainer. Er spielte 18 Jahre lang für den Erstligisten Feijenoord Rotterdam und gehörte von 1932 bis 1946 dem Kader der Nationalmannschaft an.

## Vereinskarriere
Paauwe wurde mit 16 Jahren Vereinsmitglied bei Feijenoord. Am 29. Dezember 1929 debütierte er in der ersten Mannschaft der Rotweißen, bei einem 4:0-Sieg gegen ’t Gooi aus Hilversum. Drei weitere Brüder Paauwes – Jaap, Arie und Jan – spielten in diesen Jahren ebenfalls für Feijenoord. Bas spielte in den nächsten Jahren im Team meist gemeinsam mit seinem älteren Bruder Jaap. Seine Position war gelegentlich die des rechten Außenläufers, meist aber wurde er als Mittelläufer eingesetzt – mit seinem Bruder auf der rechten und Puck van Heel auf der linken Half-Position. Als kleiner, aber wendiger und technisch versierter Dribbler wurde er oft als „Fußballkünstler“ beschrieben. Bas Paauwe gehörte der Mannschaft an, die am 27. März 1937 De Kuip mit einem 5:2-Sieg gegen Germinal Beerschot eröffnete. Im Stadtderby gegen Sparta 1944 probierten Paauwe und Gerard Kuppen eine Elfmetervariante erfolgreich aus: Paauwe trat zum Strafstoß an, legte den Ball aber nur wenige Dezimeter vor für Kuppen, der zum 2:2-Zwischenstand traf; Feijenoord gewann das Derby letztlich mit 4:3. Neben dem Fußball, der damals in den Niederlanden noch unter Amateurstatus stattfand, arbeitete Paauwe zunächst als Elektriker bei Holland-Amerika Lijn. Schon Ende der 30er Jahre war er als Gastwirt am Hillevliet im südlich der Nieuwe Maas gelegenen Stadtteil Feijenoord tätig, wo er später auch seine eigene Gaststätte De Ster eröffnete.
Nach siebzehneinhalb Jahren, in denen er für Feijenoord in 311 Ligaspielen – in späteren Jahren in der Nachfolge van Heels als Mannschaftskapitän – 18 Tore erzielte, stand er am 11. Mai 1947 zum letzten Mal in der ersten Mannschaft, bei einem 1:1-Unentschieden in Amsterdam beim AFC Ajax. In seiner Zeit gewann er mit Feijenoord drei Landesmeisterschaften und zweimal den KNVB-Pokal.

## Nationalmannschaft
Schon 1931 gehörte Bas Paauwe zum Kader der niederländischen Nationalmannschaft. Er sollte in Oranje am 29. März 1931 gegen Belgien wie bei Feijenoord als Mittelläufer zwischen seinem Bruder Jaap und ihrem Mannschaftskameraden Puck van Heel spielen, verletzte sich aber vorher. Zu seinem ersten Länderspiel kam er erst mehr als ein Jahr später, am 8. Mai 1932 gegen Irland. Im Olympiastadion Amsterdam stellte ihn die Auswahlkommission als Rechtshalf auf – weil sein Bruder, der auf dieser Position Stammspieler war (er kam auf acht Länderspieleinsätze 1931/32), sich verletzt hatte. Bei seinem Debüt spielte er mit dem erfahrenen van Heel, der bereits 30 Länderspiele absolviert hatte, auf der linken Seite und mit Wim Anderiesen vom AFC Ajax auf der Mittelläuferposition.

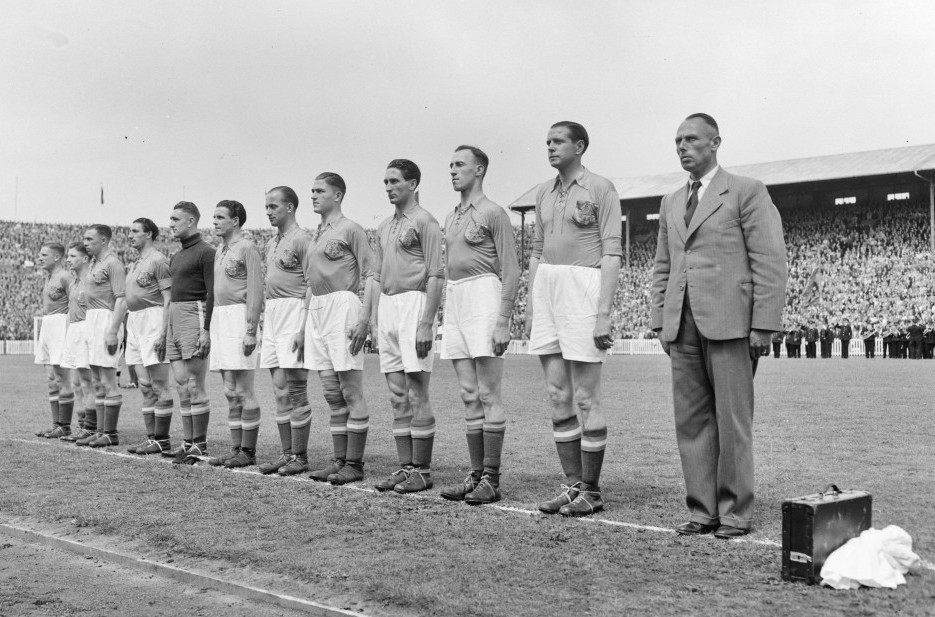
Niederländische Fußballmannschaft, 30. Mai 1946

Bas Paauwe fand sich für die Position des rechten Läufers ungeeignet. Im nächsten Länderspiel nahm Jaap sie wieder ein. Zum übernächsten Match im Dezember 1932 in Düsseldorf gegen Deutschland reiste Bas zwar mit der Nationalmannschaft an, sagte aber kurz vor dem Spiel seine Teilnahme ab, so dass Henk Pellikaan als rechter Läufer auflief. Pellikaan übernahm die Position auch in den folgenden Begegnungen. Erst zweieinhalb Jahre später, im November 1934, trat Bas Pauwe wieder in Oranje an. Nachdem Pellikaan verletzt ausgefallen war, lief Paauwe im Berner Stadion Neufeld beim 4:2-Sieg gegen die Schweiz wieder als rechter Läufer auf. Die Kombination Paauwe–Anderiesen–van Heel war nun mehr als fünf Jahre lang die Stammbesetzung der Läuferreihe, in den 22 Spielen bis Anfang 1939 fehlte lediglich einmal Anderiesen und einmal van Heel (den Paauwe in diesem Spiel auf Links vertrat). Unter diesen Spielen waren auch die Begegnungen zur WM-Qualifikation und die 0:3-Niederlage nach Verlängerung gegen die Tschechen und Slowaken beim Endturnier in Frankreich.
Sein einziges Länderspieltor erzielte Paauwe 1940 bei der so genannten Schande van Rotterdam, als die Niederlande im Debütspiel von Abe Lenstra mit 4:5 gegen Lëtzebuerg verloren. Seine Länderspielkarriere wurde durch Besetzung und Krieg unterbrochen, doch nach Kriegsende kehrte er 1946 für drei Spiele auf seine Stammposition im Dress mit der Nummer vier zurück. In diesen Begegnungen war er, wie bereits im letzten Vorkriegsmatch, Kapitän der Nationalmannschaft.
Insgesamt absolvierte Bas Paauwe 31 Länderspiele. In keinem davon stand er jedoch gemeinsam mit seinem Bruder Jaap auf dem Platz.

## Trainer
Paauwes Vorbild als Trainer war der Übungsleiter, der ihn seit 1935 bei Feijenoord beeindruckt hatte. Wie für Richard Dombi war für Paauwe ein freundlicher und respektvoller Umgang miteinander entscheidend. Seit den 1950er Jahren war er als Trainer tätig, unter anderem bei Vereinen wie Maurits in Geleen, WVC in Winterswijk, HVC in Amersfoort, Sittardia in Sittard.
Von 1958 bis 1960 war er bei der VV Ede, die er 1960 zur Meisterschaft in der Derde klasse und zum Aufstieg führte. In der Saison 1961/62 trainierte er die Enschedese Boys in der Eerste Divisie; während der Spielzeit wurde er von seinem ehemaligen Nationalmannschaftskameraden Abe Lenstra ausgebootet, der als Spielertrainer das alleinige Sagen haben wollte. Vier Jahre trug er bei der WVV Wageningen die Verantwortung, mit der er in seiner letzten Saison 1968 als Meister der Tweede Divisie in die zweite Liga aufstieg. Nach einer Saison bei der VVV-Venlo übernahm er 1969 die vv Heerenveen. Auch dieses Team führte er 1970, in seiner ersten Saison, zur Meisterschaft in der dritten Liga und zum Aufstieg in die Eerste Divisie.

## Ehrungen
1997 wurde in Rotterdam eine Straße nach Bas Paauwe benannt.